# D-IX
La D-IX è una sostanza dopante sperimentale a base di metanfetamina sviluppata dalla Germania Nazista nel 1944 per applicazioni militari. Il ricercatore che ha riscoperto questo progetto, Wolf Kemper, ha affermato che "L'obiettivo era quello di usare la D-IX per ridefinire i limiti della tenuta fisica di un essere umano".
I dottori tedeschi rimasero entusiasti dei risultati ottenuti nelle prove di questo psicofarmaco, e pianificarono la distribuzione dello stesso a tutte le truppe tedesche con pillole, ma la guerra finì prima che la D-IX potesse entrare in produzione, anche se si pensa che alcuni piloti di sottomarini Neger e Biber ne fecero uso.

## Storia
A causa della sempre crescente pressione esercitata dagli Alleati sulla Germania, il Reich cercava sempre più freneticamente nuovi soldati per continuare a portare avanti gli sforzi bellici, e uno dei metodi per ridurre le grosse perdite di militi era quello di incrementare la forza combattiva dei soldati rimanenti della Wehrmacht. Sebbene droghe più semplici come il Pervitin e l'Isophan aiutassero a mantenere adeguatamente stimolati i soldati, il Vice Ammiraglio Hellmuth Heye, nel marzo del 1944, richiese lo studio di una droga che potesse dotare i militari tedeschi di potenza sovrumana e un rafforzato senso di autostima.
Il farmacologo Gerhard Orzechowski e un gruppo di altri ricercatori vennero scelti per condurre lo studio e lo sviluppo di questa nuova droga, a Kiel. A fine anno venne sviluppata una formula che conteneva in ogni pillola: 5 mg di ossicodone (in commercio come Eukodal), 5 mg di cocaina e 3 mg di metanfetamina (prima chiamata Pervitin, ora in commercio con il nome di Desoxyn).
I ricercatori nazisti, che testarono la D-IX anche su vittime dell'olocausto, in particolare su internati del campo di concentramento di Sachsenhausen, scoprirono che con questa nuova droga, le cavie potevano marciare fino a 90 chilometri al giorno senza sosta mentre trasportavano zaini di 20 chilogrammi.